# Tunisiens damlandslag i volleyboll
Tunisiens damlandslag i volleyboll är ett av de bättre landslagen i Afrika med tre segrar i afrikanska mästerskapet och medverkan vid tre VM (1978, 1986 och  2014).